# Rubus sergii
Rubus sergii är en rosväxtart som beskrevs av L.S. Krassovskaja. Rubus sergii ingår i släktet rubusar, och familjen rosväxter. Inga underarter finns listade i Catalogue of Life.